# Condado de Lowndes (Misisipi)
El condado de Lowndes (en inglés: Lowndes County), fundado en 1830, es un condado del estado estadounidense de Misisipi. En el año 2000 tenía una población de 61.586 habitantes con una densidad poblacional de 47 personas por km². La sede del condado es Columbus.

## Geografía
Según la Oficina del Censo, el condado tiene un área total de 1336 km² (515,8 mi²), de la cual 1300 km² (501,9 mi²) es tierra y 36 km² (13,9 mi²) es agua.

## Demografía
En el 2000 la renta per cápita promedia del condado era de $32 123, y el ingreso promedio para una familia era de $38 248. El ingreso per cápita para el condado era de $16 514. En 2000 los hombres tenían un ingreso per cápita de $31 791 versus $20 640 para las mujeres. Alrededor del 21,30% de la población estaba bajo el umbral de pobreza nacional.

## Localidades
Ciudades
- Columbus

Pueblos
- Artesia
- Caledonia
- Crawford

Lugares designados por el censo
- Columbus AFB
- New Hope

Área no incorporada
- Bent Oak
- Billups
- Flint Hill
- Forreston
- Kolola Springs
- Mayhew
- McCrary
- Penns
- Plum Grove
- Steens
- Trinity
- Wells
- Whitebury
- Woodlawn

 Pueblos fantasmas
- Plymouth